# شهرستان اوستریوتلاند
شهرستان اوستریوتلاند (به سوئدی: Östergötlands län) یکی از شهرستان‌های کشور سوئد است که در جنوب شرقی این کشور واقع شده‌است و با شهرستان‌های کالمار، یونشوپینگ، وسترا یوتلاند، اوربرو، سودرمانلاند و دریای بالتیک مرز مشترک دارد. مرکز این شهرستان شهر لینشوپینگ است.